# Web semântica

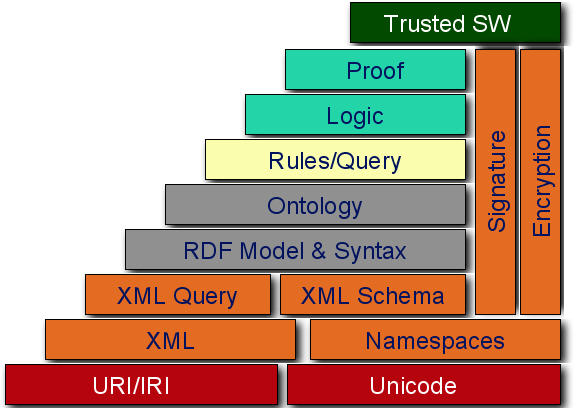
Demonstração da estrutura da Rede semântica

A Web semântica é uma extensão da World Wide Web que permite aos computadores e humanos trabalharem em cooperação. Ela interliga significados de palavras e, neste âmbito, tem como finalidade conseguir atribuir um significado (sentido) aos conteúdos publicados na Internet de modo que seja compreensível tanto pelo humano como pelo computador. A ideia da Web semântica surgiu em 2001, quando Tim Berners-Lee, James Hendler e Ora Lassila publicaram um artigo na revista Scientific American, intitulado: “Web Semântica: um novo formato de conteúdo para a Web que tem significado para computadores vai iniciar uma revolução de novas possibilidades” (The Semantic Web - A new form of Web content that is meaningful to computers will unleash a revolution of new possibilities).
A web semântica é a relação de interatividade do homem e o computador, onde um depende do outro para a conclusão de tarefas, assim ocorrendo a acepção de entendimento do comando estipulado do ser humano à interface operacional da máquina, dando um significado de ordem a ser executada. Sendo desta forma uma espécie de escrita de entendimento tanto para o computador e para usuário, por meio de organização das informações contidas na máquina, através do seu perfil de suas últimas pesquisas realizadas, originando um repositório de dados ligados, como se fosse um verbete de enciclopédia. Podemos fazer uma ligação da web semântica com a Ciência da Informação, pelo fato de possuir a ideia estrutural de arranjo sistêmico, agrupando um conjunto de coleta de análise, classificação, armazenamento, disseminação e recuperação de informação como se fosse uma enciclopédia. Esta ligação, entre a Ciência da Informação e a Web Semântica, pode ser encontrada no projeto da Rede Universal de Documentação de Paul Otlet, que assenta nos mesmos ideais.
O objetivo principal da web semântica não é treinar as máquinas para que se comportem como pessoas, mas sim desenvolver tecnologias e linguagens que tornem a informação legível para as máquinas. A finalidade passa pelo desenvolvimento de um modelo tecnológico que permita a partilha global de conhecimento assistido por máquinas. A integração das linguagens ou tecnologias eXtensible Markup Language (XML), Resource Description Framework (RDF), arquiteturas de metadados, ontologias, agentes computacionais, entre outras, favorecerá o aparecimento de serviços Web que garantam a interoperabilidade e cooperação.
Ultimamente, tem-se associado a Web semântica à Web 3.0, como um próximo movimento da internet depois da Web 2.0 (também chamada de web social) que já inicia seu crescimento.[carece de fontes?]

## Objetivos
A proposta da web semântica é estender os princípios dos documentos da web para os dados. Estes podem ser acessados usando a arquitetura web (URI, por exemplo), e estão relacionados uns com os outros da mesma forma que os documentos já são. Isso também significa criar uma plataforma comum que permita o compartilhamento e a reutilização dos dados por meio das fronteiras das aplicações, empresas e comunidades, podendo ser processados automaticamente tanto por ferramentas quanto manualmente, também revelando novos relacionamentos possíveis entre as porções de dados.

## Principal aplicação
Não é possível definir ou prever uma aplicação principal para essa tecnologia, mas um bom candidato seria a integração de "depósitos de dados" diversos e independentes numa aplicação coerente. Exemplos específicos são atualmente explorados em áreas como as ciências da saúde e da vida, administração pública, engenharia, entre outros.
A Web Semântica não será visualizada diretamente pelo navegador. As suas tecnologias podem agir por trás dos panos, resultando em uma melhor experiência do usuário, em vez de influenciar diretamente na aparência do browser. Isso já está acontecendo: há websites que utilizam a Web Semântica em segundo plano:
- Coleção de artigos técnicos da Sun
- Portal de suporte da Nokia para o seu dispositivo da série S60
- Sala de imprensa virtual da Oracle
- Revista on-line Harper's
- Portal de Finanças da Yahoo!
- Agenda cultural colaborativa Artyvarius)

## Ilhas de conhecimento
De início, como disse James Hendler, a Web Semântica será formada por "ilhas de conhecimento", ou seja, nichos de conhecimento específicos para alguma aplicação, mas que, através de interoperabilidade entre ontologias, poderão interagir.
A Web Semântica é uma extensão da Web atual e não uma substituição. Ilhas dessa nova tecnologia poderão existir e serem desenvolvidas de forma a se incrementarem continuamente. Por outras palavras, não se deve pensar em termos de reconstrução da Web.

## Programas especiais - os agentes
Para que a Web semântica se concretize, é preciso que os dados sejam acompanhados de descrições baseadas nos padrões W3C. Por meios destes códigos, os computadores vão identificar o que representa um nome, um endereço ou uma cidade. Com essa camada adicional de conteúdo, será possível a ação de programas especiais, os agentes, para lidar com informações e executar tarefas.

## Web semântica e web de dados

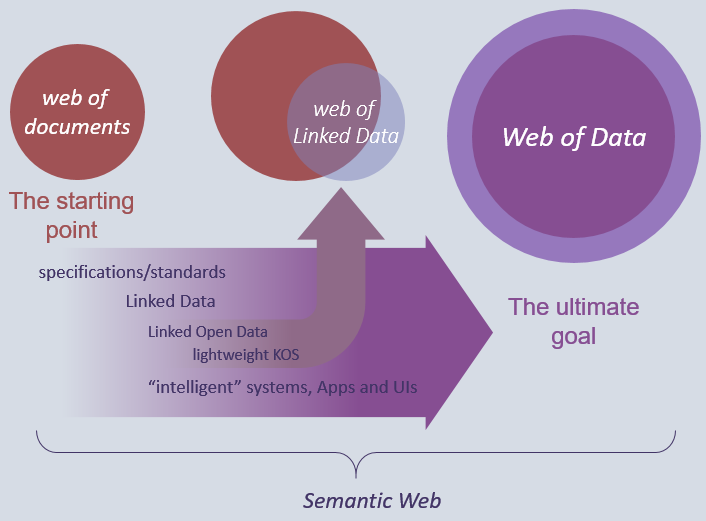
Diagrama explicativo para o conceito abrangente relativo à Web Semântica e sua relação com o conceito Web de Dados

A Web semântica pode ser encarada como um constructo abrangente, cujo objetivo final será o de tornar a WWW numa "base de dados global", tornando possível, por um lado, uma pesquisa transversal (independente do tipo, formato e fonte dos dados) e, por outro, a obtenção de dados semanticamente inter-relacionados, e não apenas uma listagem de documentos, muitas vezes sem ligação semântica entre si, como acontece na actual “web de documentos”. A esta web, resultante do desenvolvimento da Web Semântica, corresponderá o conceito de Web de Dados (Web of Data), termo maioritariamente utilizado na literatura quando é referido o objetivo da WS.